# Campeonato Paulista de Futebol de 1977 - Divisão Intermediária
O Campeonato Paulista de Futebol de 1977 - Divisão Intermediária foi a 31.ª edição do torneio promovida pela Federação Paulista de Futebol, e equivaleu ao segundo nível do futebol no estado de São Paulo. A Francana conquistou o título e o acesso para o Campeonato Paulista de Futebol de 1978.

## Forma de disputa
Na primeira fase as 20 equipes são divididas em dois grupos de 10, disputado por pontos corridos em turno e returno. Os 5 primeiros colocados de cada grupo avançam para o "Grupo dos Vencedores", enquanto que as equipes restantes (do 6º ao 10º lugar de cada grupo) vão para o "Grupo dos Perdedores", conhecido como Torneio da Morte. Ambos os grupos possuem formula de disputa idêntica à primeira fase. No Torneio da Morte, o último colocado é rebaixado à 1ª Divisão (equivalente ao 3º nível), enquanto que o penúltimo disputa a permanência com o vice-campeão da divisão inferior.